# Bildstein von Stenbro

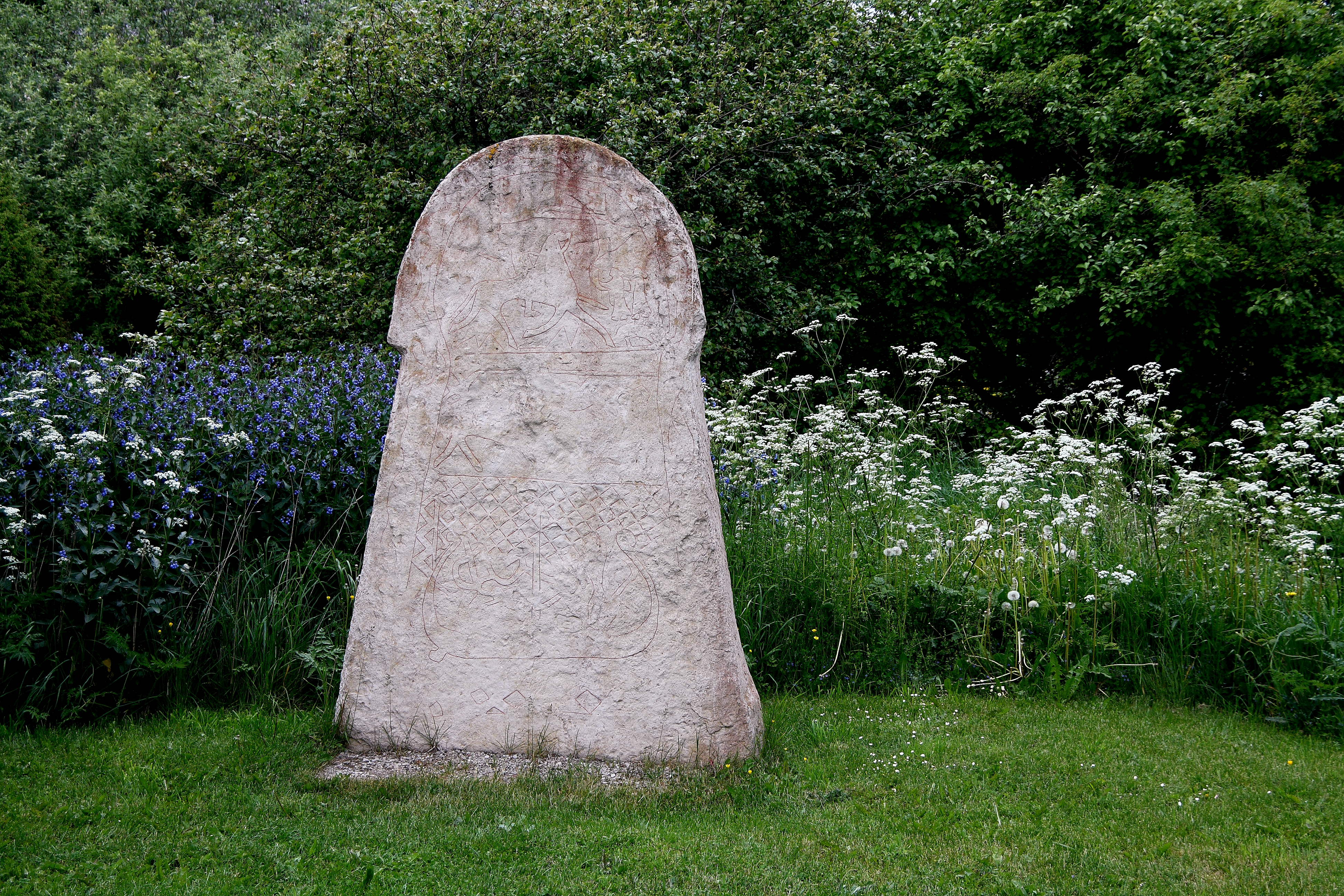
Bildstein von Stenbro (Kopie)

Der Bildstein von Stenbro wurde 1998 in Stenbro bei Silte auf Gotland in Schweden gefunden. 
Der stark abgewitterte Bildstein wurde 1998 neben der Straße 140 nordwestlich von Silte zufällig gefunden, als Kabel verlegt wurden. Der um etwa 700 n. Chr. aufgestellte Stein ist etwa 3,5 Meter hoch, 1,66 Meter an der Basis breit und steht im Historischen Museum in Stockholm. Eine Kopie steht in einem Garten vor Ort (⊙).
Zu erkennen sind die von anderen Bildsteinen bekannten Walküren, die die toten Krieger mit Methörnern in Walhall empfangen. Darunter ist ein Segelschiff aus dieser Zeit abgebildet.
In der gleichen Gegend fand sich im 19. Jahrhundert ein anderer Bildstein.